# Osceola megye (Iowa)
Osceola megye az Amerikai Egyesült Államokban, azon belül Iowa államban található. Lakosainak száma 6192 fő (2020. április 1.). Osceola megye Nobles, Jackson, Dickinson, O’Brien, Lyon, Sioux és Clay megyékkel határos.

## Népesség
A megye népessége az elmúlt években az alábbi módon változott:
| Lakosok száma | 8725 | 8956 | 6449 | 6306 | 6199 | 6211 | 6154 | 6192 |
|               | 1900 | 1910 | 2010 | 2011 | 2012 | 2013 | 2015 | 2020 |